# WCW・ジョージアドーム大会
WCW・ジョージアドーム大会は、2001年まで存在したアメリカ合衆国のプロレス団体WCWが、ジョージア州アトランタにあるジョージア・ドームで開催した興行である。

## 概要
1990年代後半、かつての老舗団体NWAから生まれた新興団体WCWは、この当時、1995年より始まったライバル団体WWEとの間で行われた興行戦争、マンデー・ナイト・ウォーズの真っ只中にあった。
結果としてWCWは、この戦争に敗れて崩壊し、2001年にWWEに買収されることになるが、戦争初期～中期にかけては、一世を風靡したnWoの一大ムーヴメント、ビル・ゴールドバーグの彗星の如き登場、世界屈指のクルーザー級の闘い等々で優位に立ち、世界一のプロレス団体として君臨していた。
話を戻せば、このマンデー・ナイト・ウォーの闘いは、WWEとWCWという二大団体の興行戦争であったわけだが、そのメインは、当時同日同時刻に、全米にケーブルテレビで放送されていたWWE・ロウと、WCWマンデー・ナイトロという二つの試合中継番組の視聴率戦争であった。
そして、アメリカのプロレスというのは日本等と違い、「団体の名を広めるためのケーブル」、「収入を得るためのPPV」と言われるほど、興行とテレビが密接であったが、当時のWWEはそこまでWCWを意識せず、通常の通りにケーブル放送を行い、月一でより良いものをPPVで放送する形をとっていた。対してWCWは、闘いに勝利するため、異常なまでにWWEに固執し、PPVよりも月曜夜の視聴率にすべてを注いでいたのである。
そのためにWCWは、アトランタのジョージア・ドーム、ニューオーリンズのスーパードーム、セントルイスのエドワード・ジョーンズ・ドームといった、通常のPPVでも滅多に行われないほどの大規模な会場での興行を行ったのである。
これらの大会は、WCWの歴史に残る名勝負や名場面を生み出したが、いくら内容や視聴率が良くても、PPVに比べ大した収入も無いケーブルテレビの興行で、これだけの大会場を使用したため、WCW幹部のミスや甘さが露呈し、後の崩壊に繋がるのである。

## 興行一覧
*「1998年1月5日 マンデーナイトロ」 観衆：26,773人
- WCW USヘビー級選手権試合

- ○ダイヤモンド・ダラス・ペイジ(c) vs ●クリス・ジェリコ

- 王者DDPが防衛に成功

- ○ビル・ゴールドバーグ vs スティービー・レイ

- ○ジョン・ノード vs ●ザ・バーバリアン

- ○フベントゥ・ゲレーラ vs ●シコシス

- WCW世界TV選手権試合

- ○ブッカー・T(c) vs ●プリンス・イアウケア

- 王者ブッカーが防衛に成功

- レイ・トレイラー, リック・スタイナー&○スコット・スタイナー vs コナン, スコット・ノートン&●バフ・バグウェル

- リック・マーテル vs ブラッド・アームストロング

- ○ペリー・サターン&レイヴェン vs ●クリス・ベノワ&スティーブ・マクマイケル

- ○レックス・ルガー vs ●ランディ・サベージ

- ボーナストラックマッチ

- スティング&レックス・ルガー vs ハルク・ホーガン&ランディ・サベージ

*「1998年7月6日 マンデーナイトロ」 観衆：41,412人
*「1999年1月4日 マンデーナイトロ」 観衆：38,809人
*「1999年7月5日 マンデーナイトロ」 観衆：25,338人

## ジョージア・ドーム以外の興行
*「1997年1月13日 スーパードームにて開催されたマンデーナイトロ」 観衆：10,034人
*「1997年8月23日 ミュニシパル・スタジアムにて開催されたハウスショー」 観衆：人
*「1998年2月2日 アラモドームにて開催されたマンデーナイトロ」 観衆：18,000人
*「1998年3月1日 ミュニシパル・スタジアムにて開催されたハウスショー」 観衆：人
*「1998年7月27日 アラモドームにて開催されたマンデーナイトロ」 観衆：19,109人
- ○ジム・ドゥガン vs ●ザ・バーバリアン

- ○スコット・ノートン vs ●ジム・ナイドハート

- WCWクルーザー級選手権試合

- ○クリス・ジェリコ(c) vs ●ディーン・マレンコ

- ○カート・ヘニング vs ●スティーブ・マクマイケル

- ○コナン vs ●エディ・ゲレロ

- ○スティング vs ●スコット・ホール

- WCWユナイテッドステイツ選手権試合

- ○ビル・ゴールドバーグ vs ●ブライアン・アダムス

- ○ダイアモンド・ダラス・ペイジ vs ●ハルク・ホーガン

- ダークマッチ

- ○ビル・ゴールドバーグ vs ●ザ・ジャイアント

*「1998年12月7日 アストロドームにて開催されたマンデーナイトロ」 観衆：32,067人
*「1998年12月21日 トランス・ワールド・ドームにて開催されたマンデーナイトロ」 観衆：29,000人
*「1999年2月26日 アラモドームにて開催されたハウスショー」 観衆：14,653人
*「1999年5月31日 アストロドームにて開催されたマンデーナイトロ」 観衆：人
*「1999年6月21日 スーパードームにて開催されたマンデーナイトロ」 観衆：18,000人
*「1999年12月27日 アストロドームにて開催されたマンデーナイトロ」 観衆：16,640人
*「2000年3月8日 トランス・ワールド・ドームにて開催されたマンデーナイトロ」 観衆：6,545人